# Райко Алексич
Райко Алексич (сербохорв. Rajko Aleksić / Рајко Алексић, нар. 19 лютого 1947, Нова-Црня) — югославський футболіст, що грав на позиції захисника.
Виступав за «Воєводину», з якою став чемпіоном Югославії і володарем Кубка Мітропи, та «Ліон», а також національну збірну Югославії, у складі якої став віце-чемпіоном Європи 1968 року.

## Клубна кар'єра
У дорослому футболі дебютував 1965 року виступами за команду «Воєводина», в якій провів дванадцять сезонів, взявши участь у 214 матчах чемпіонату. У своєму дебютному сезоні він виграв перший титул чемпіона Югославії в історії клубу, а в останньому сезоні ставав з командою володарем Кубка Мітропи. Загалом провів 492 ігор у всіх турнірах, і 214 з них у чемпіонаті.
1977 року перейшов до французького «Ліона», де провів 52 гри у першому дивізіоні Франції. Більшість часу, проведеного у складі «Ліона», був основним гравцем захисту команди. Завершив професійну кар'єру футболіста виступами за команду «Олімпік» (Ліон) у 1979 році.

## Виступи за збірну
25 червня 1968 року дебютував в офіційних матчах у складі національної збірної Югославії в товариській грі проти Бразилії (0:2).
У складі збірної був учасником чемпіонату Європи 1968 року в Італії, де разом з командою здобув «срібло», але на поле не виходив.
Свій другий і останній матч за збірну провів 19 грудня 1968 року також проти Бразилії (2:3)

## Титули і досягнення
- Чемпіон Югославії (1):

«Воєводина»: 1965/66
- Володар Кубка Мітропи (1):

«Воєводина»: 1976/77